# 그리샤 프뢰멜
그리샤 프뢰멜(독일어: Grischa Prömel, 1995년 1월 9일 ~ )는 독일의 축구 선수이다. 그의 포지션은 미드필더로, 현재 분데스리가의 TSG 호펜하임에서 활약하고 있다.

## 클럽 경력
프뢰멜은 2015년 TSG 호펜하임 리저브 팀에서 카를스루에 SC로 이적하면서 프로 선수 경력을 시작했다. 2017년 6월, 40경기 이상 출전한 프뢰멜은 카를스루에 SC가 2. 분데스리가에서 강등된 후 팀을 떠나 1. FC 우니온 베를린과 3년 계약을 맺고 입단했다. 그는 뉘른베르크와의 입단 후 두 번째 경기에서 후반에 레드카드를 받고 퇴장당해 2경기 출전 정지 징계를 받았다.
2022년 7월 1일, 프뢰멜은 자유계약 형식으로 TSG 호펜하임과 계약을 맺으며 복귀했다.

## 국가대표팀 경력
그는 독일이 은메달을 획득한 2016년 하계 올림픽 선수단 일원이었다.
2023년 11월 18일, 프뢰멜은 튀르키예와 오스트리아와의 친선 경기를 앞두고 처음으로 독일 축구 국가대표팀에 차출되었다.

## 수상 내역

### 국가대표팀
독일
- 하계 올림픽 은메달: 2016